# Trigona spinipes
Trigona spinipes is een vliesvleugelig insect uit de familie van de bijen en hommels (Apidae). De wetenschappelijke naam is gepubliceerd in 1793 door Fabricius.
Deze bijensoort komt voor in Brazilië. Ze heeft geen angel. De verdediging van het nest gebeurt door bij bedreigingen te bijten. Deze exemplaren volgen geursporen, die gemaakt worden met hun speeksel, om andere werksters naar gevonden voedselbronnen te leiden. Trigona spinipes kan ook de feromonen van andere bijen zonder angel volgen om vervolgens hun vondsten te stelen. Onderzoekers geloven dat dit een evolutionaire aanzet was voor de ontwikkeling van de bijendans die gebruikt wordt door de honingbij. 
De koninginnen van deze kolonies staan in conflict met hun werksters omtrent het leggen van mannelijke eitjes. Mannelijke exemplaren zijn onbevrucht, hierdoor kunnen naast de koningin ook werksters ze leggen. De werksters hebben de drang om hun eigen genen door te geven via een dar die een koningin kan bevruchten, om hun kansen te verbeteren vernietigen ze de mannelijke eitjes van de koningin. Om dit feit tegen te gaan, legt de koningin al haar eitjes in dezelfde type cellen. De koningin zelf vernietigt ook eitjes van haar werksters zoals bij andere soorten.
Een kolonie van Trigona spinipes telt tussen 5000 en meer dan 100.000 exemplaren. 
De soort bestuift onder andere de waterwaaier die bekend is in de aquaristiek.